# Оборотний вузол
В теорії вузлів оборотний вузол — це вузол, який може бути безперервною деформацією переведений у себе, але зі оберненою орієнтацією. Необоротний вузол — це будь-який вузол, який не має такої властивості. Оборотність вузла є інваріантом вузла. Оборотне зачеплення — це зачеплення з такою самою властивістю.
Існує всього п'ять типів симетрії вузлів, які визначаються хіральністью і оборотністю — повністю хіральний, двосторонній, додатно ахіральний необоротний, від'ємно ахіральний необоротний і повністю ахіральний оборотний.

## Історія питання
| Число перетинів  | 3 | 4 | 5 | 6 | 7 | 8  | 9  | 10  | 11  | 12    | 13   | 14    | 15     | 16      | OEIS послідовність                                                           |
| ---------------- | - | - | - | - | - | -- | -- | --- | --- | ----- | ---- | ----- | ------ | ------- | ---------------------------------------------------------------------------- |
| Необоротні вузли | 0 | 0 | 0 | 0 | 0 | 1  | 2  | 33  | 187 | 1144  | 6919 | 38118 | 226581 | 1309875 | послідовність A052402 з Онлайн енциклопедії послідовностей цілих чисел, OEIS |
| Оборотні вузли   | 1 | 1 | 2 | 3 | 7 | 20 | 47 | 132 | 365 | 1 032 | 3069 | 8854  | 26712  | 78830   | послідовність A052403 з Онлайн енциклопедії послідовностей цілих чисел, OEIS |

Давно відомо, що більшість простих вузлів, таких як трилисник і вісімка, оборотні. 1962 року Ральф Фокс висловив припущення, що деякі вузли необоротні, але не було доведено їх існування, поки в 1963 році Гейл Троттер не виявив нескінченне сімейство необоротних мереживних зачеплень. Тепер відомо, що майже всі вузли необоротні.

## Оборотні вузли

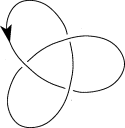
Найпростіший нетривіальний оборотний вузол, трилисник. Обертання вузла на 180 градусів в 3-вимірному просторі навколо осі на площині малюнка дає той же самий малюнок, але з протилежним напрямком стрілки.

Всі вузли з числом перетинів 7 і менше — оборотні. Не відомо загального методу, який дав би відповідь оборотний вузол чи ні. Проблему можна перевести в алгебричну термінологію, але, на жаль, не відомо алгоритму розв'язання цієї алгебричної задачі.
Якщо вузол оборотний і ахіральний, він повністю ахіральний. Найпростіший вузол з цією властивістю — вісімка. Хіральні оборотні вузли класифікуються як двосторонні.

### Строго оборотні вузли
Більш абстрактний спосіб визначення оборотного вузла — сказати, що існує гомеоморфізм 3-сфери, що переводить вузол в себе, але змінює орієнтацію вузла на протилежну. Якщо використовувати замість гомеоморфізму більш строгу умову — інволюцію — отримаємо визначення строго оборотного вузла. Всі вузли з тунельним числом 1, такі як трилисник і вісімка, строго оборотні.

## Необоротні вузли

Вузол 8_{17,} найпростіший з необоротних.

Найпростішим прикладом необоротного вузла є 817 (в позначеннях Александера — Бріггса) або .2.2 (в позначеннях Конвея). Мереживний вузол 7, 5, 3 необоротний, як і всі мереживні вузли виду (2 p+1), (2q+1), (2r+1), де p, q і r — різні цілі, що дає нескінченне сімейство вузлів, необоротність яких довів Троттер.